# Zhané
Le Zhané erano un duo musicale r&b / neo soul attivo negli anni 90 e composto dalle cantanti Renee Neufville e Jean Baylor.

## Storia del gruppo

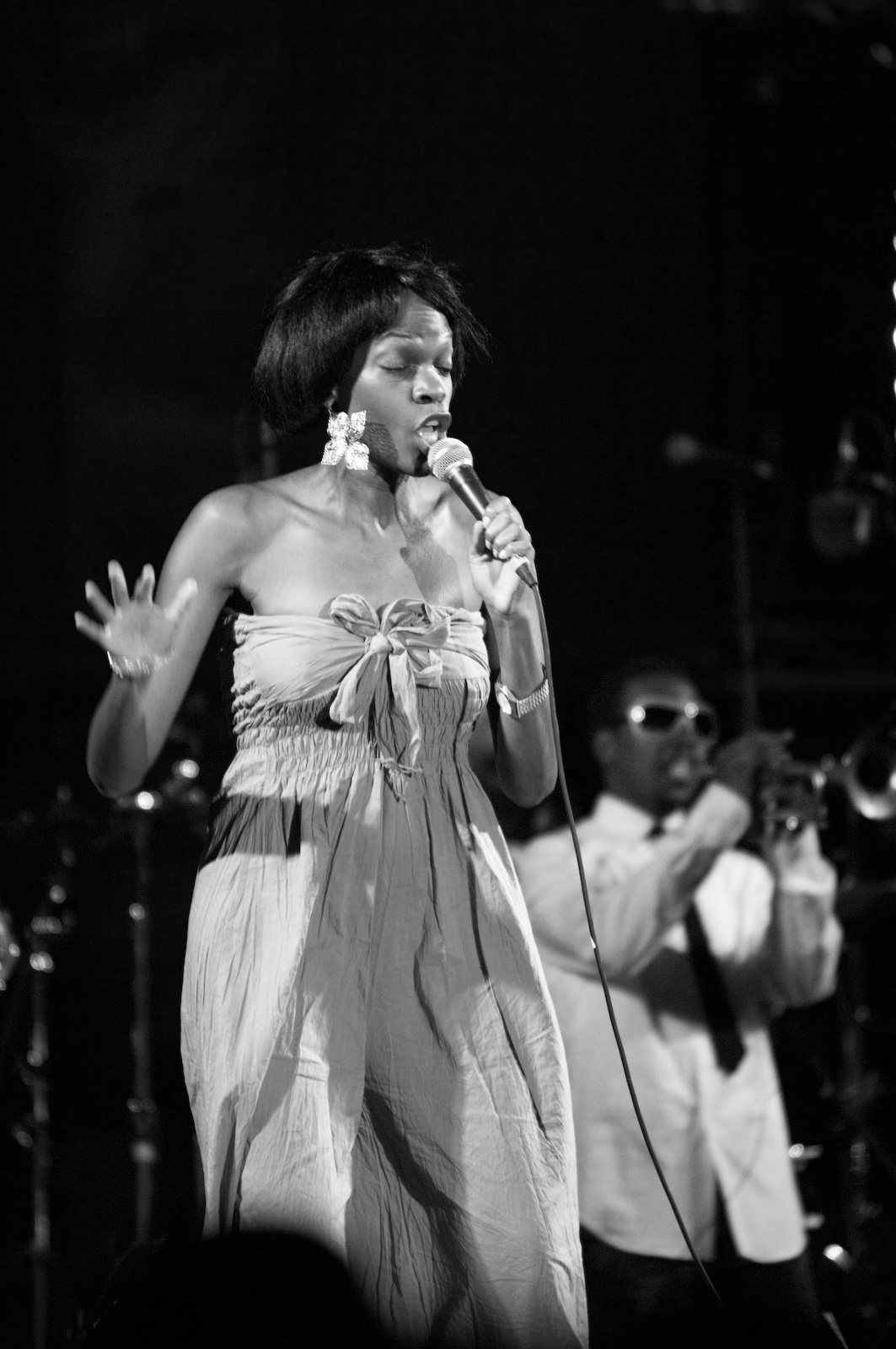
Renee Neufville nel 2009.

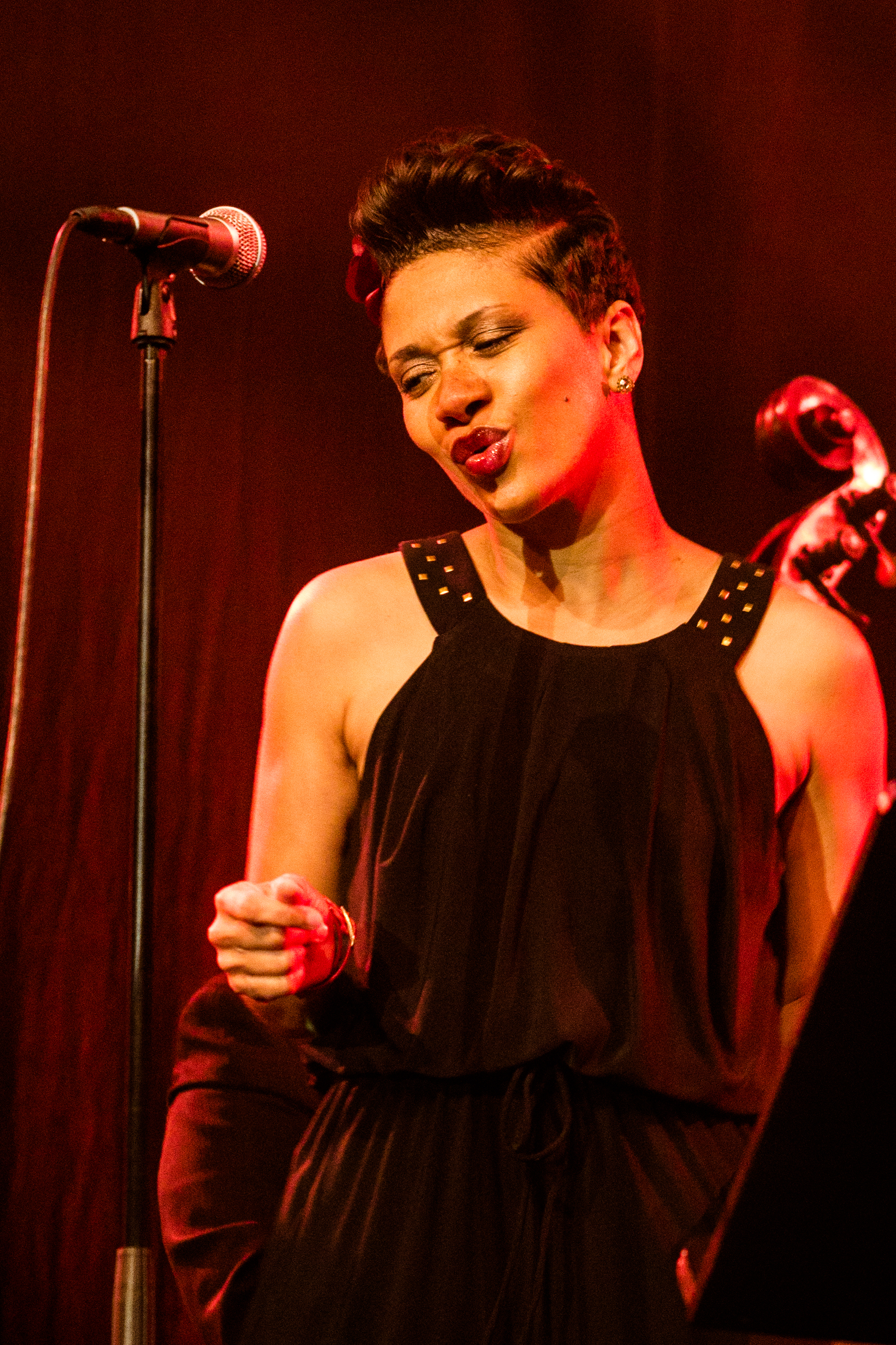
Jean Baylor nel 2015.

Renee Neufville e Jean Baylor si conoscono a Filadelfia nei primi anni 90, dove fondano le Zhané. Nel 1993, grazie al produttore Kay Gee, membro del gruppo hip hop Naughty by Nature, hanno l'opportunità di incidere un brano all'interno della compilation Roll wit tha Flava; il brano in questione, Hey Mr. DJ, diventa ben presto un singolo di successo e garantisce alle Zhané un contratto con la prestigiosa etichetta Motown Records.
Il loro album di debutto Pronounced Jah-Nay viene pubblicato nel 1994 ed oltre alla celebre Hey Mr. DJ, contiene altri due brani che entreranno nella Top 40 statunitense (Groove Thang e Sending My Love). In totale verranno estratti dall'album ben cinque singoli (i tre già citati e successivamente Vibe e You're Sorry Now), con relativi videoclip. L'album permette alle Zhané di conquistare due Billboard Music Award.
Nel biennio 1995-1996 le Zhané collaborano a brani di molti artisti r&b e hip hop, tra gli altri Busta Rhymes e i De La Soul, e pubblicano l'inedito Shame all'interno della colonna sonora del film A Low Down Dirty Shame.
Nel 1997, sempre per la Motown, esce il loro secondo album, intitolato Saturday Night e co-prodotto da Kay Gee, Eddie F. e le stesse Zhané. Dall'album vengono estratti due singoli: Request Line e Crush; del brano Request Line verrà pubblicato anche un remix con la partecipazione della rapper Queen Latifah.
Nel 1999 le Zhané partecipano al brano dei Naughty by Nature Jamboree e poco dopo decidono di sciogliere il gruppo per dedicarsi alle rispettive carriere soliste.

## Formazione
- Renee Neufville (1993-1999)
- Jean Baylor (1993-1999)

## Discografia

### Album
- 1994 – Pronounced Jah-Nay (Motown)
- 1997 – Saturday Night (Motown)

### Singoli
- 1993 – Hey Mr. DJ
- 1994 – Groove Thang
- 1994 – Sending My Love
- 1994 – Shame
- 1995 – You're Sorry Now
- 1996 – It's a Party (Busta Rhymes feat. Zhané)
- 1997 – 4 More (De La Soul feat. Zhané)
- 1997 – Request Line
- 1997 – Saturday Night (solamente per la diffusione radiofonica)
- 1997 – Crush
- 1999 – Jamboree (Naughty by Nature feat. Zhané)